# Zawady (gromada w powiecie zambrowskim)
Zawady – dawna gromada, czyli najmniejsza jednostka podziału terytorialnego Polskiej Rzeczypospolitej Ludowej w latach 1954–1972.
Gromady, z gromadzkimi radami narodowymi (GRN) jako organami władzy najniższego stopnia na wsi, funkcjonowały od reformy reorganizującej administrację wiejską przeprowadzonej jesienią 1954 do momentu ich zniesienia z dniem 1 stycznia 1973, tym samym wypierając organizację gminną w latach 1954–1972.
Gromadę Zawady z siedzibą GRN w Zawadach utworzono – jako jedną z 8759 gromad – w powiecie łomżyńskim w woj. białostockim, na mocy uchwały nr 18/V WRN w Białymstoku z dnia 4 października 1954. W skład jednostki weszły obszary dotychczasowych gromad Zawady, Targonie Krytuły, Targonie Wity, Targonie Wielkie, Łaś Toczyłowo, Konopki Klimki i Konopki Pokrzywnica ze zniesionej gminy Chlebiotki w tymże powiecie. Dla gromady ustalono 22 członków gromadzkiej rady narodowej.
13 listopada 1954 roku gromada weszła w skład nowo utworzonego powiatu zambrowskiego.
1 stycznia 1958 roku do gromady Zawady przyłączono wsie Cibory Gałeckie, Cibory-Chrzczony, Cibory-Kołaczki, Cibory-Witki, Cibory-Marki, Cibory-Krupy, Krzewo Nowe, Krzewo Stare i Krzewo-Piebanki ze zniesionej gromady Cibory Gałeckie.
31 grudnia 1959 z gromady Zawady wyłączono wieś Cibory Gałeckie włączając ją do gromady Zambrzyce-Króle.
Gromada przetrwała do końca 1972 roku, czyli do kolejnej reformy gminnej. Z dniem 1 stycznia 1973 roku utworzono gminę Zawady.